# Leonello Grossi
Leonello Grossi (Finale Emilia, 4 gennaio 1880 – Bologna, 24 agosto 1934) è stato un farmacista, politico e antifascista italiano.

## Biografia
Discendente da una nobile famiglia iscritta nell'antico Libro d'Oro della nobiltà di Modena, che dalla metà del Cinquecento ha assicurato alla comunità diverse personalità civili e religiose, cresce tra i fermenti e gli ideali di un socialismo ancora alle origini. Diplomatosi ragioniere nel 1892 si iscrive alla facolta di farmacia dell'Università di Modena, dalla quale viene allontanato a causa delle sue idee politiche. Deciso a laurearsi si trasferisce a Bologna, dove nella locale università conclude gli studi nel 1900. Ottenuta la laurea viene chiamato a far parte del comitato organizzatore di una farmacia cooperativa voluta dalla locale Società operaia. Quest'ultima cede in locazione i locali di via Cavallera (oggi via Oberdan) e stanzia parte dei fondi necessari ad allestirli. Il Grossi, neo-laureato e giovanissimo, viene nominato direttore di una realtà che, pur improntata a criteri di tipo privatistico, ha per suo scopo finalità di tipo sociale e l'ispirazione a principi cooperativistici. L'anno successivo viene eletto segretario della federazione socialista di Bologna ed inizia una prolifica carriera politica che lo vede consigliere comunale, assessore alle finanze, consigliere e deputato provinciale. Nel 1914 viene preferito a Mussolini per il 3º collegio della città ma non viene eletto. Riproposto nel 1919 entra per la prima volta in parlamento ma di lì a poco deve fare i conti con le prime attività squadristiche cittadine, al punto che il 18 febbraio 1921 viene aggredito all'interno della farmacia. Non rieletto nel 1921 torna alla camera nel 1924; dopo l'assassinio di Giacomo Matteotti prende parte alla secessione dell'Aventino e viene dichiarato decaduto il 9 novembre 1926. Condannato ad un anno di confino, scontato a Lipari, nel 1928 torna a Bologna in libertà vigilata, dove continua a dedicarsi alla direzione della farmacia fino alla morte.